# درايفر: سان فرانسيسكو
 درايفر: سان فرانسيسكو (بالإنجليزية:Driver: San Francisco)  هي لعبة من نوع عالم مفتوح ، أكشن ، قيادة صدرت في سبتمبر من عام 2011 و هي متوفرة لـ ويندوز ، بلاي ستيشن 3 ، إكس بوكس 360 ، وي ، ماك أو إس، و هي من تطوير يوبي سوفت ريفلكشنز و نشر شركة يوبي سوفت.

## القصة

ميزة جديدة في اللعبة و هي إمكانية إلقاء نظرة عامة على المنطقة و الانتقال إلى أي سيارة في أي وقت.

تكمل اللعبة قصة جون تانر John Tanner (و هو بطل السلسلة في الأجزاء: درايفر 1 ، درايفر 2 ودرايفر 3) بعد تعرضه لحادث أدخله في غيبوبة، الشخص الذي تسبب في الحادث هو جيريكو (Jericho) عدو تانر وكان ذلك في نهاية درايفر 3 حيث قام جيريكو بالهروب من السجن ثم قام جون تانر بالحاق به . تقع أحداث اللعبة بعد أشهر قليلة من نهاية أحداث درايفر 3 حيث تظهر اللعبة كل من تانر وجيريكو قد شفيا من إطلاق النار الذي وقع في مدينة إسطنبول . جيريكو قام بالهروب إلى مدينة سان فرانسيسكو و تانر يلاحقاه هناك .
 جون تانر كما يبدو في درايفر: سان فرانسيسكو .
 جيريكو كما يبدو في درايفر: سان فرانسيسكو .

## روابط خارجية
- درايفر: سان فرانسيسكو على موقع IMDb (الإنجليزية)